# Kawa zbożowa

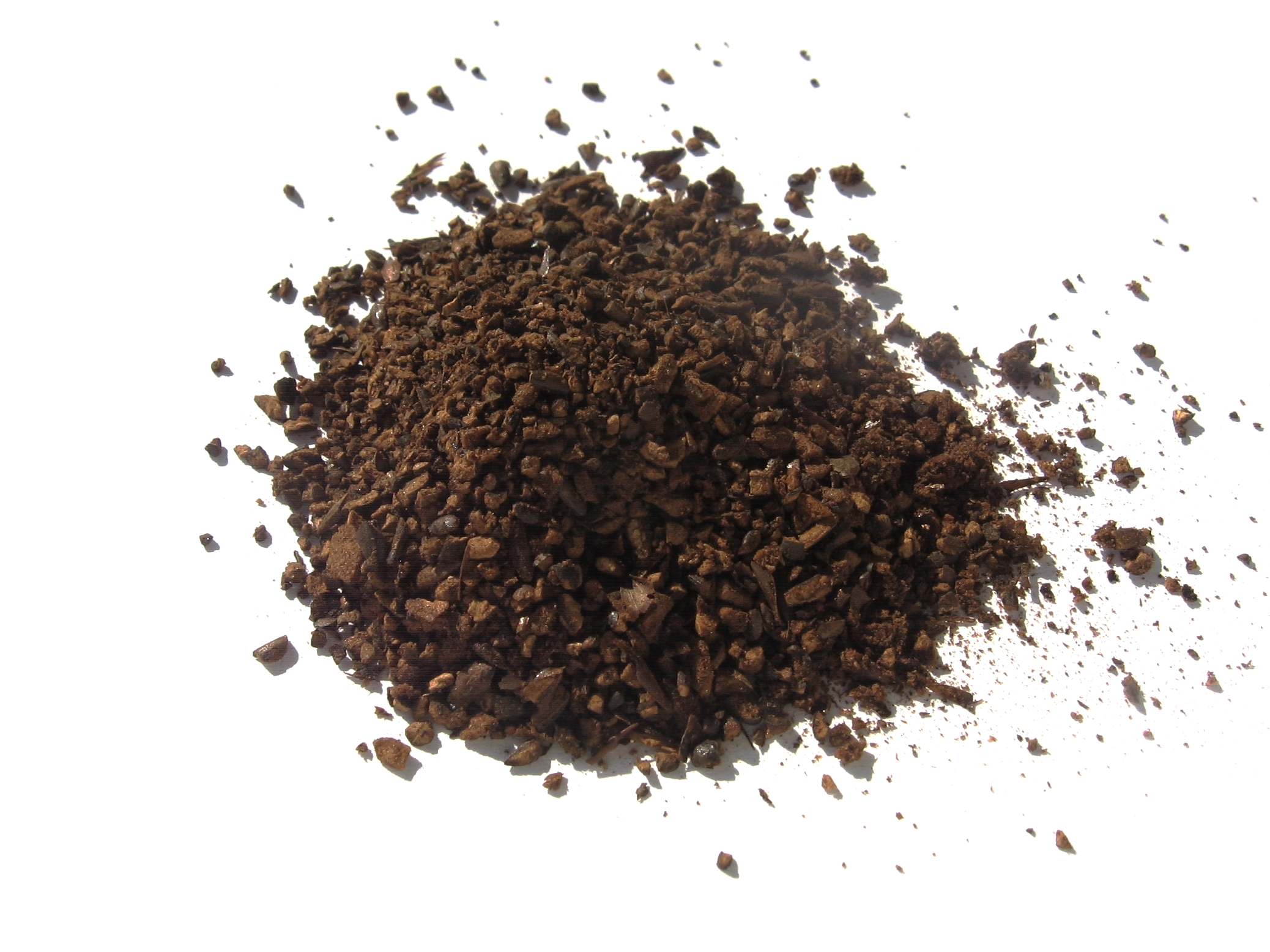
Polska kawa zbożowa, składająca się z prażonych ziaren: żyta (60%), jęczmienia (20%), korzenia cykorii i buraka cukrowego

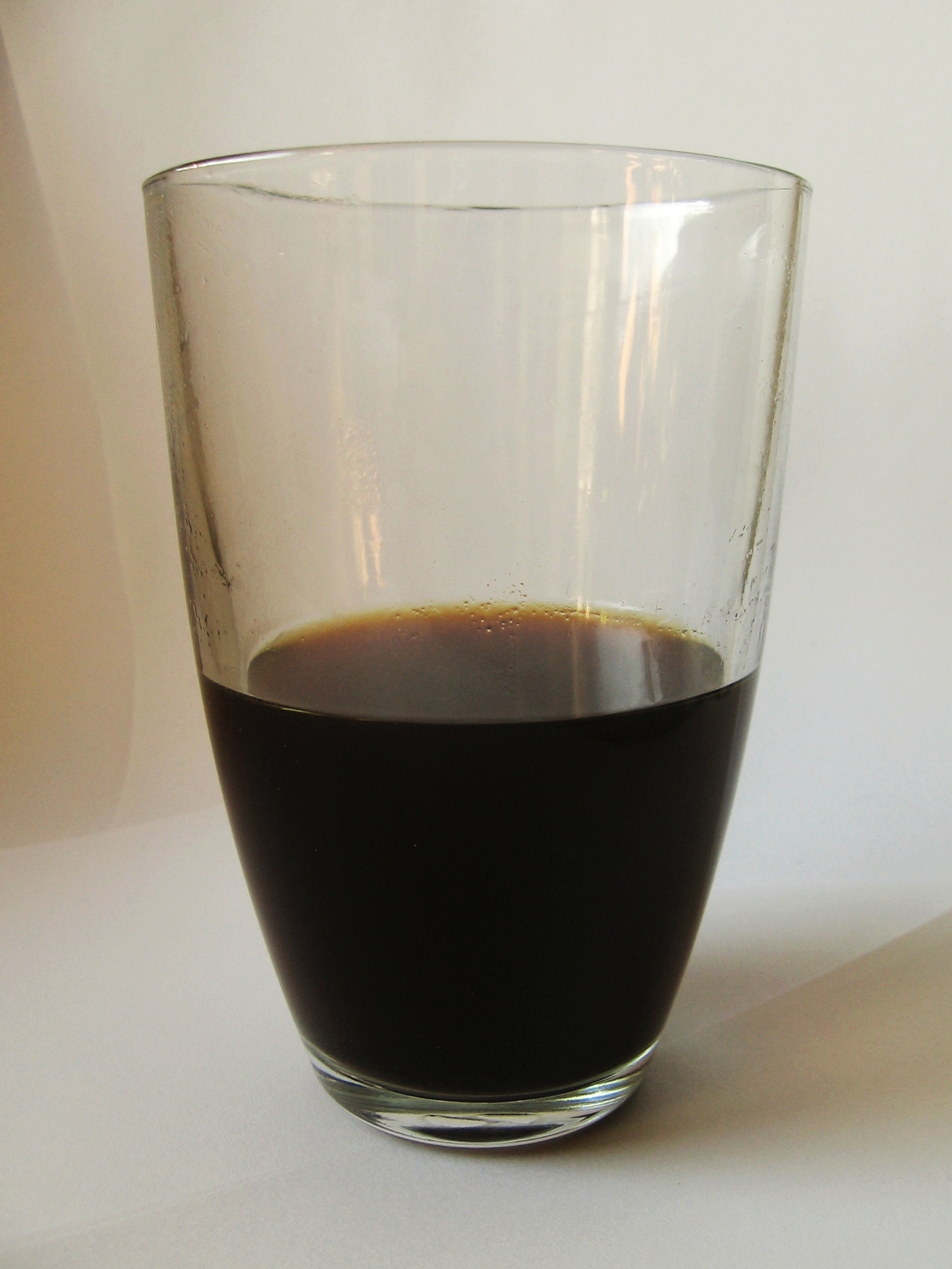
Polska kawa zbożowa zaparzona przy użyciu makinetki

Kawa zbożowa – rodzaj napoju bezkofeinowego o smaku zbliżonym do kawy. Kawa zbożowa najczęściej składa się z prażonego żyta, cykorii i buraka cukrowego.
Dostępna bywa jako kawa rozpuszczalna, w torebkach do zaparzania (tzw. ekspresowa) albo w formie tradycyjnej – do gotowania. Można również nabyć wersje zawierające mleko, cukier i witaminy (dla dzieci).

## W Polsce
Kawa zbożowa zawitała do Polski z Prus pod koniec XVIII wieku. Wytwarzana jest z palonych ziaren żyta, pszenicy (także pszenicy orkisz z rolnictwa ekologicznego) lub jęczmienia, a niekiedy także z korzenia mniszka, buraka cukrowego lub cykorii. W niektórych regionach substytuty kawy przygotowuje się z nasion kozieradki lub łubinu. Mniej popularnymi dodatkami są figi albo żołędzie.
Pierwsza fabryka kawy zbożowej w Polsce powstała z inicjatywy Ferdynanda Bohma w 1818 roku we Włocławku. Produkowano w niej kawy z prażonego zboża z dodatkiem cykorii. Roślinę tę najpierw sprowadzano z Holandii, niedługo potem rozpoczęto jednak własną uprawę na obrzeżach Włocławka. Początkowo kawa zbożowa była pita jedynie w Wielkopolsce i na Śląsku przez najuboższe warstwy społeczne. W czasie obu wojen światowych trafiła na wszystkie stoły.

## Marki kawy zbożowej
- Anatol, Turek – marki polskiej kawy zbożowej
- Dobrzynka – kawa zbożowa produkowana przez Kujawskie Zakłady Koncentratów Spożywczych we Włocławku
- Inka – marka polskiej kawy zbożowej
- Postum – marka amerykańskiej kawy zbożowej